# フレスケスタイ
フレスケスタイ(Flæskesteg)は、デンマーク風のローストポークである。デンマークの代表的な国民食であると考えられている。上皮部分は、ポーク・スクラッチングのようになる。クリスマス・イヴの夕食として提供される、デンマークのクリスマス料理としても人気がある。

## 歴史
デンマークでは数世紀に渡り豚肉が食べられていたが、薪オーブンが各家庭に導入され、ソーセージやハムに加え、ローストポークが人気料理になったのは、1860年代の産業革命以降であった。当初から、スクラッチングを作るために、皮を付けた塊肉が調理された。それ以来、これはこの料理の必須条件となっている。

## 伝統的なレシピ
伝統的なレシピでは、皮が付いたままのブタの胸肉や首肉の塊肉をローストする。カリカリのスクラッチングにするために、皮と肉を切るのに鋭いナイフを用いる必要がある。皮に食塩、コショウを擦りこみ、切れ目にベイリーフやクローブを差し込むこともある。その後、塊肉をオーブンでローストする。伝統的に、茹でたジャガイモやキャラメル化したジャガイモ（ブリュンネ・カルトッフラー）を付け合わせる。ブリュンネ・カルトッフラーは、フライパンを用いて強火で砂糖を溶かしてバターの塊を加え、皮を剥いて小さく丸く切ったジャガイモ（缶詰のものがある）が茶色くキャラメル化するまで、この中で泳がせる。瓶詰や缶詰の赤キャベツ（リュドコール）も添えられる。キャベツの付け合わせを手作りする場合は、スライスしたリンゴがしばしば加えられる。多くのデンマーク人は、1901年にクリスティン・マリー・イェンセンが書いた料理本(Frøken Jensens Kogebog)に掲載されたレシピを伝統的なレシピと考えている。

## サンドイッチ
フレスケスタイと赤キャベツ(Flæskesteg med rødkål)は、冷やしてデンマーク風のライ麦パンに乗せて、スモーブローとして知られるオープンサンドイッチにすることがある。薄く切った豚肉は、もちろんスクラッチングを付けたまま提供する。赤キャベツ、プルーン、オレンジのスライス、キュウリのピクルス等を添えることもある。ハンバーガー用のバンズで挟んだ熱いサンドイッチは、プルセボーン（ホットドッグスタンド）やその他のファストフード店で提供される。

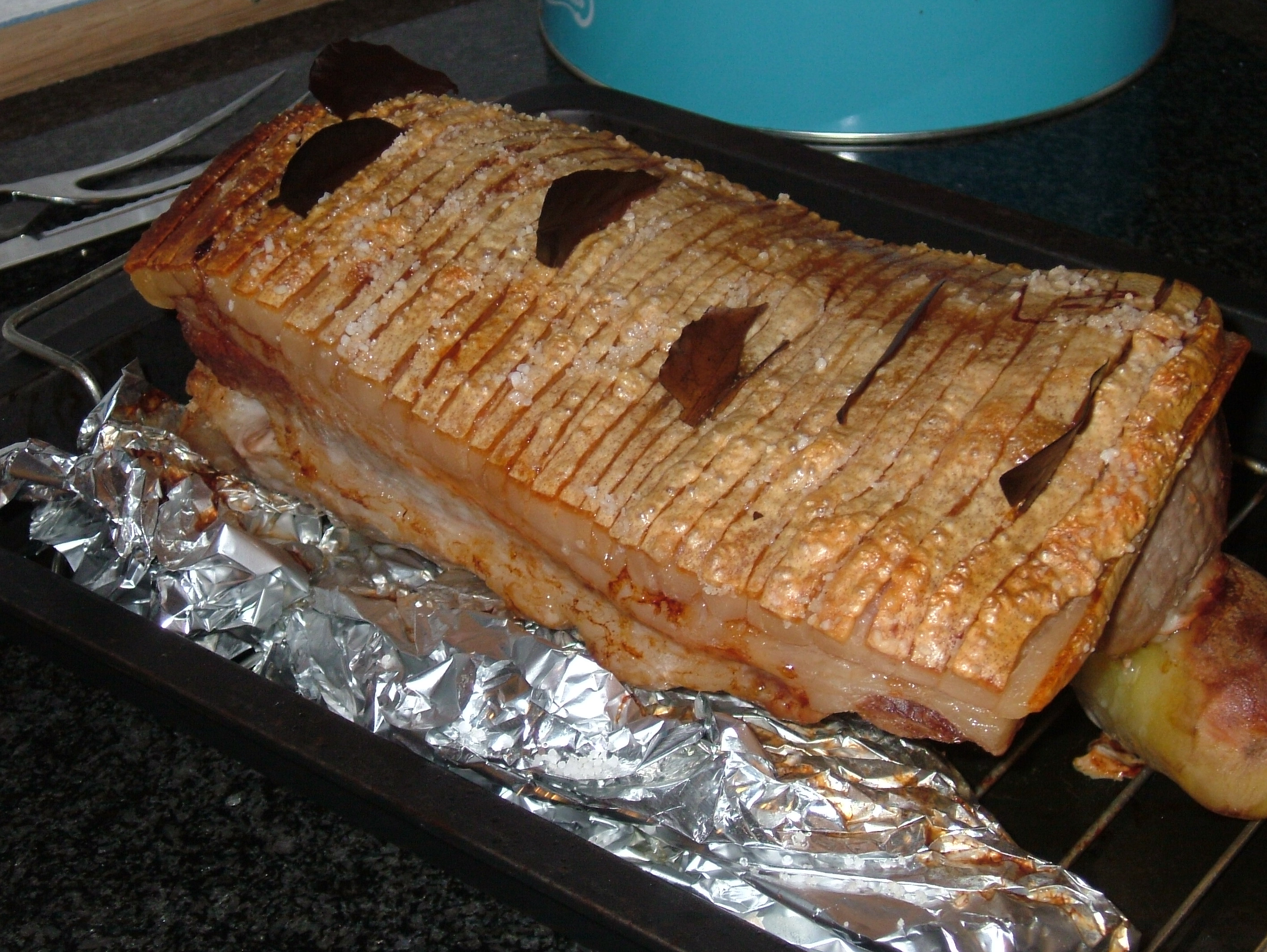
塊肉と皮
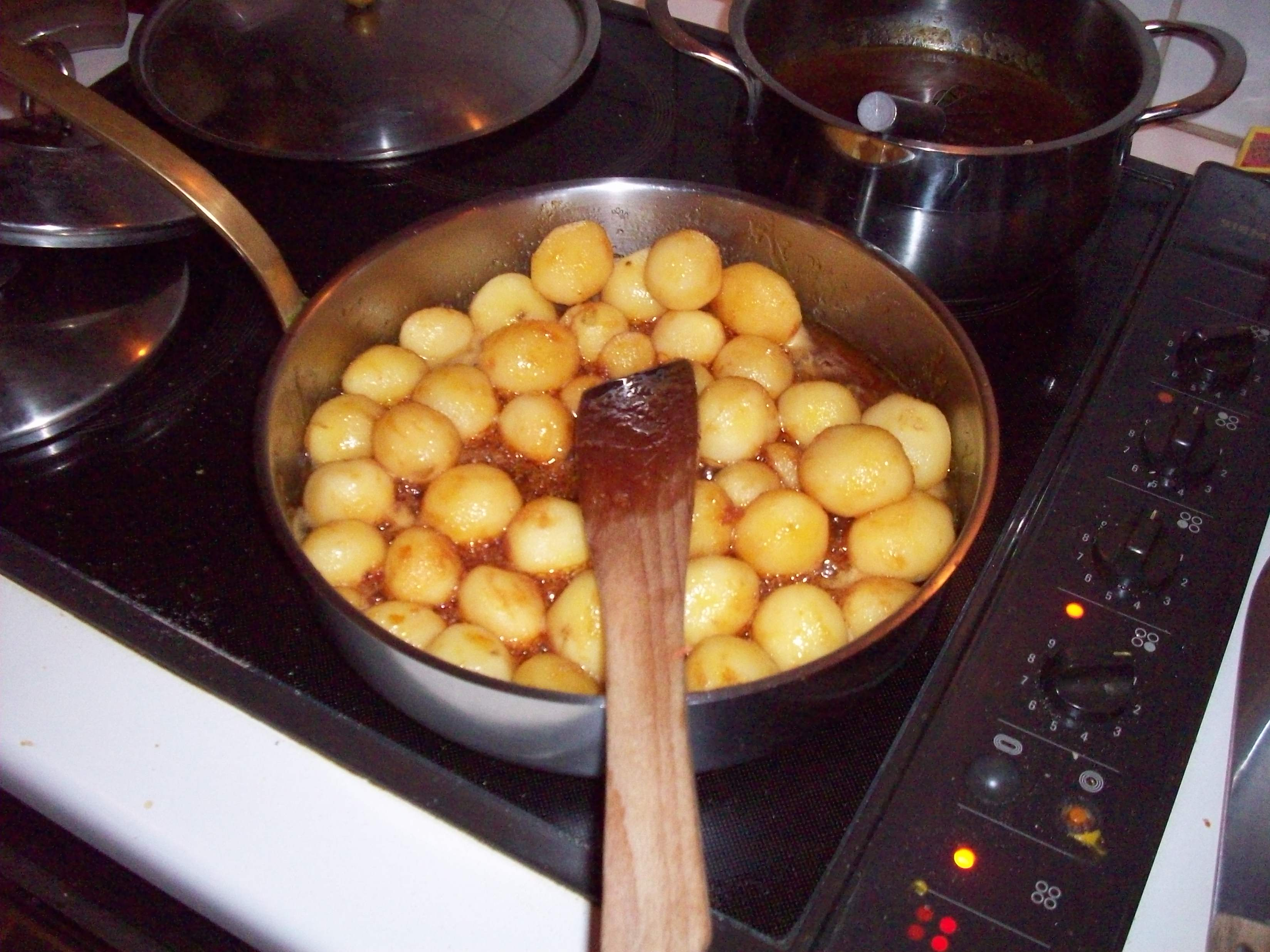
キャラメルポテト
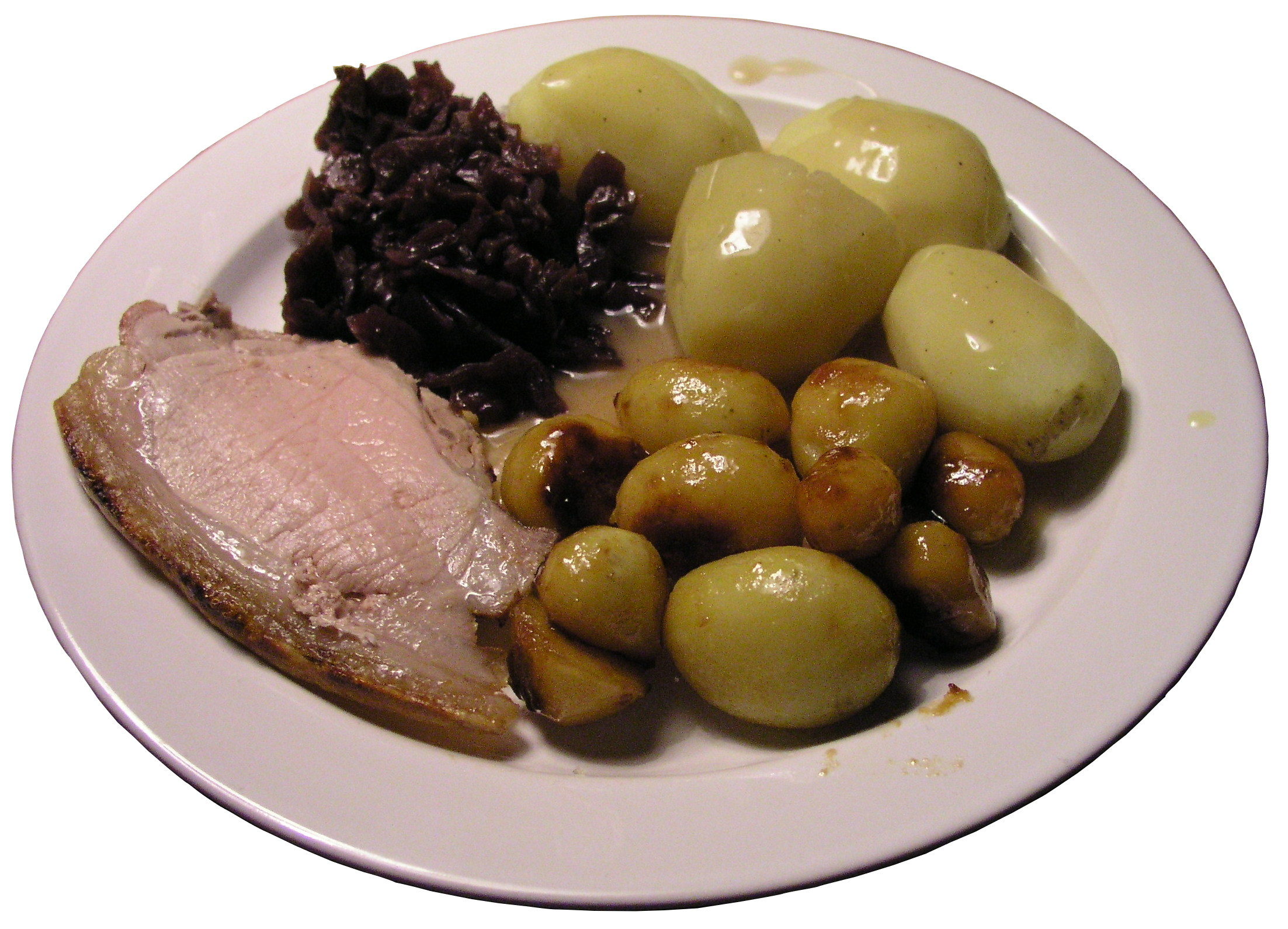
2種類のジャガイモと赤キャベツを添えて
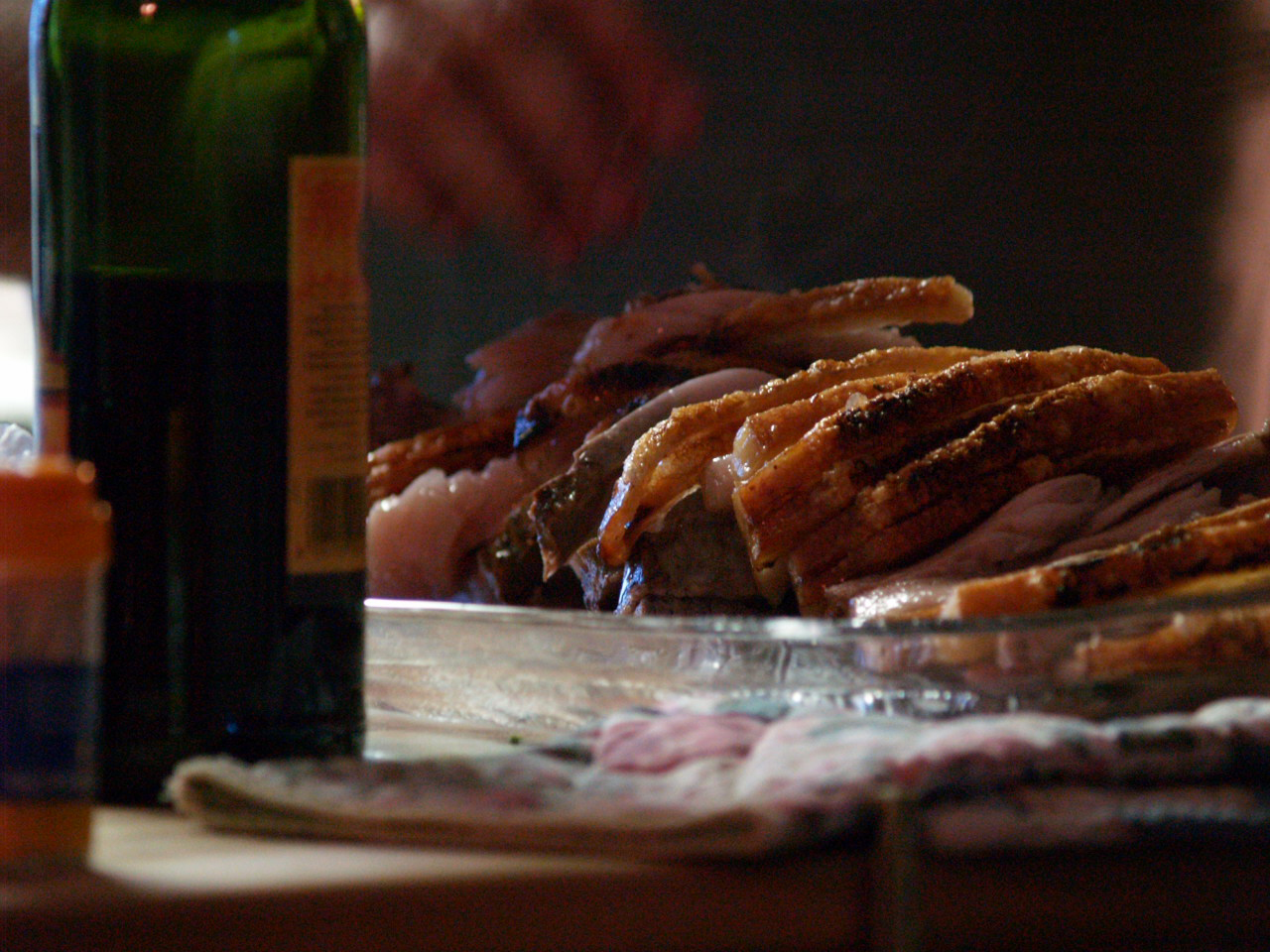
クリスピーな皮

## 関連文献
- Jensen, Kristine Marie (edited and updated by Lundsgaard, Bente Nissen and Bloch, Hanne): Frøken Jensens kogebog, Copenhagen, Gyldendal, 2003, 366 p. (デンマーク語) ISBN 87-00-21271-7